# Mordellistena zululandiae
Mordellistena zululandiae es una especie de coleóptero de la familia Mordellidae.

## Distribución geográfica
Habita en  Natal en (Sudáfrica).